# Leo Belgicus

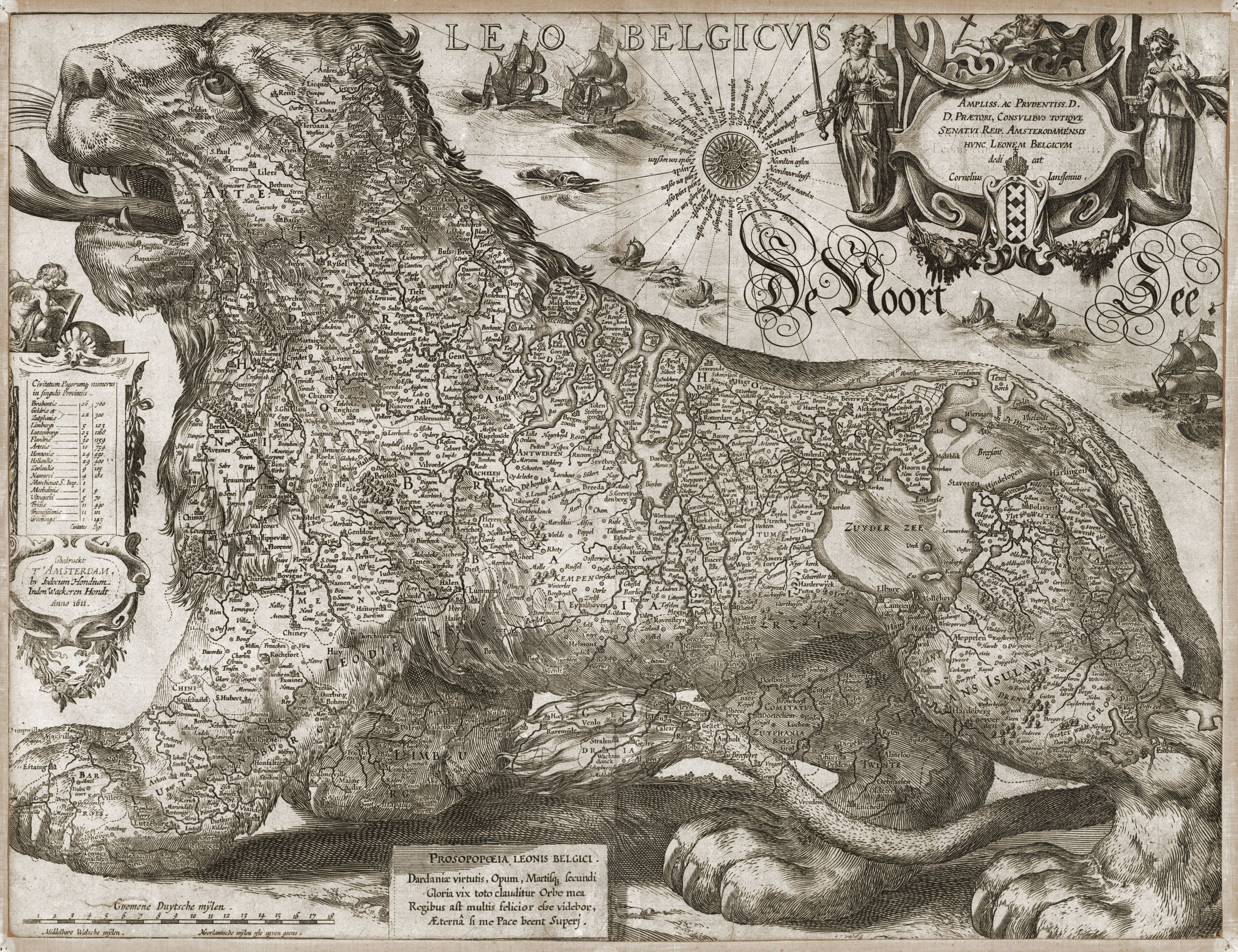
креслення Jodocus Hondius, 1611

Leo Belgicus (з латини — бельгійський лев, або як іноді називають Голландський лев), це мапа Нижніх країн або Історичних Нідерландів (de Nederlanden — сучасна територія Бельгії та Нідерландів), яка формою нагадує лева. Помітивши цей збіг, уперше зробив левоподібну мапу австрійський картограф Міхаель Айцінґер (Michael Aitzinger) 1583 року.
Цей термін зрідка використовується в наш час, бо вже не відповідає територіальному росподілу сучасних держав Нідерландів, Бельгії та Люксембургу. Для цих трьох країн після Другої Світової Війни почав використовуватися термін Бенелюкс;